# 곽흥
곽흥(郭興, 1331년 1월 20일 ~ 1384년 1월 29일)은 중국 원(元)나라 시대 말기 홍건군 홍건적(紅巾軍 紅巾賊) 예하 장군(將軍) 출신의 명나라 초기 시대 상급 귀족 정치가 겸 외교관이다. 본명은 곽자흥(郭子興)이지만, 주원장의 상사이자 장인이었던 저양왕(滁陽王) 곽자흥과 동명이인이었기에, 사서에서는 곽흥이라고 흔히 지칭되었다.
그의 여동생 영비 곽씨(寧妃 郭氏)는 명 태조 홍무제 주원장(明 太祖 洪武帝 朱元璋)의 측실(후궁)이다.

## 생애
그는 아직 원나라 시대 말기부터 협객(俠客)들과 어울려 사귀었으며, 원나라 말기 시절 홍건도(紅巾徒)를 봉기하였는데 당시 그의 주원장(朱元璋) 장군을 주군(主君)이자 사부(師父)로 모시었고 주원장(朱元璋) 수하에서 여러 번 홍건도 전공을 세웠으며, 특히 그의 주군(主君)인 주원장(朱元璋)이 그의 여동생을 측실(側室)로 삼았으니 훗날의 영비 곽씨(寧妃 郭氏)이다.